# Otto Voges
Daniel Wilhelm Otto Voges (* 14. Juni 1867; † 6. Juli 1911 in Amsterdam) war ein deutscher Mediziner. Nach ihm wurde die Voges-Proskauer-Reaktion und die Bakteriengattung Vogesella mit der von ihm erstbeschriebenen Art Vogesella indigofera benannt.

## Leben und Beruf
Otto Voges studierte in Heidelberg und an der Friedrich-Wilhelm-Universität in Berlin und schrieb im Frühjahr 1892 die Dissertation Über die Mischung der stickstoffhaltigen Bestandteile im Harn bei Anämie und Stauungszuständen und promovierte zum Dr. med. Anschließend war er als Assistenzarzt unter Bernhard Proskauer tätig. Sie entwickelten gemeinsam das Verfahren der Voges-Proskauer-Reaktion. Einige Jahre forschte Voges in Berlin mit Robert Koch und Johann Wilhelm Schütz über das Immunserum gegen den Rotlaufbazillus Erysipelothrix rhusiopathiae bei Schweinen.
Im Jahr 1893 beschrieb er in Kiel ein blau pigmentiertes Bakterium und nannte es Bacillus indigoferus; zum Beginn des 20. Jahrhunderts wurde es in die Gattung Pseudomonas gestellt und ist heute als Vogesella indigofera die Typusart der 1997 neu aufgestellten Gattung Vogesella, die nach Voges benannt wurde.
Im Jahr 1899 erhielt Otto Voges den Ruf auf einen Lehrstuhl in Buenos Aires und folgte ihm. Nach mehrwöchiger Schifffahrt kam er in Argentinien an und lehrte dort an der Universität. Er gründete ein bakteriologisches Laboratorium, das später ausgebaut und zum Bakteriologischen Institut erhoben wurde. Zum Erforschen von Tropenkrankheiten reiste er in die Provinz Chaco und beschrieb den Erreger Trypanosoma evansi der Pferdeseuche Mal de Caderas in Südamerika. Im Herbst 1899 reiste er nach Asunción und  diagnostizierte am Río de la Plata die bisher in Lateinamerika völlig unbekannte Bubonenpest. Zusammen mit Joaquin Zabala (1872–1919) untersuchte und beschrieb er 1901 die bisher dort unbekannte infektiöse Keratitis des Rindes. Einige Zeitungen in den Vereinigten Staaten berichteten 1901 über seine Erfolge bei der Bekämpfung der Moskitos mit Naphthalin.

## Publikationen
- Ueber die Mischung der stickstoffhaltigen Bestandteile im Harn bei Anämie und Stauungszuständen. Inaugural-Dissertation, vom 2. Mai 1892. L. Schuhmacher, Berlin 1892.
- Ueber einige im Wasser vorkommende Pigmentbakterien. In: Centralblatt für Bakteriologie und Parasitenkunde. (14), 1893, S. 301–314.
- Die Cholera-Immunität. In: Centralblatt für Bakteriologie und Parasitenkunde. (19). 1896.
- Kritische Studien und experimentelle Untersuchungen über die Bacterien der hämorrhagischen Septikämie und die durch sie bewirkten Krankheiten. In: Zeitschrift für Hygiene und Infektionskrankheiten. (32), 1896, S. 149.
- Der Kampf gegen die Tuberkulose des Rindviehs. G. Fischer Verlag, Jena 1897.
- Sobre intoxicación por las mosquitos. Buenos Aires 1900.
  - Übersetzung: Ueber Moskito-Intoxikation. Therapischer Rathgeber, 1901.
- Das Mal de Caderas. In: Zeitschrift für Hygiene und Infektionskrankheiten. 1902, S. 323–372.
- Die Bubonenpest am La Plata. In: Zeitschrift für Hygiene und Infektionskrankheiten. 1902, S. 301–322.
- Beobachtungen und Studien über eine in Südamerika bei jungen Rindern vorkommende Erkrankungen der Extremitäten. In: Centralblatt für Bakteriologie. I. Abt., Orig. 31, 1902, S. 136.

## Mitwirkung
- mit B. Proskauer: Ernährungsphysiologie und Differentialdiagnose der hämorrhagischen Septicämie. In: Zeitschrift für Hygiene und Infektionskrankheiten. (28), 1898, S. 20–22.